# بوب غاديس
بوب غاديس (بالإنجليزية: Bob Gaddis)‏ هو لاعب كرة قدم أمريكية ولاعب كرة قدم كندية أمريكي، ولد في 20 يناير 1952 في جاكسون في الولايات المتحدة.

## وصلات خارجية
- بوب غاديس على موقع مرجع كرة القدم المحترفة.كوم (الإنجليزية)